# Bysmalite

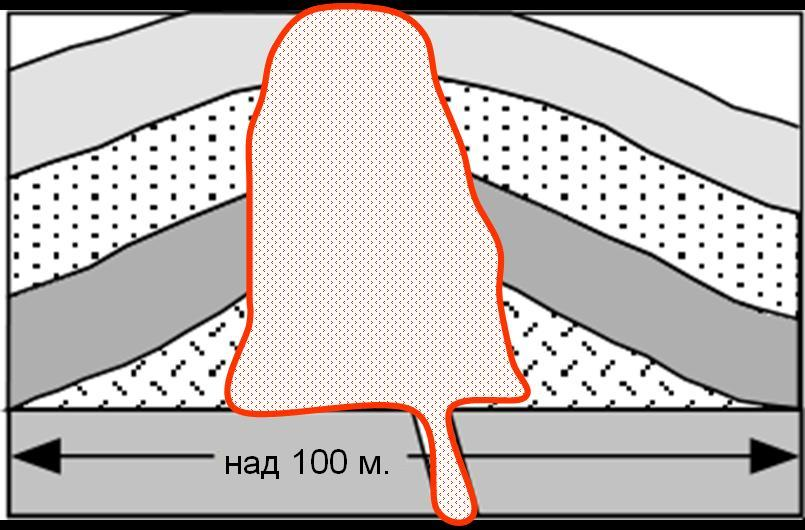
Schéma de la formation d'une bysmalite.

Un bysmalite (du grec busma bourse) est une intrusion de roches magmatiques. 